# Feng Chun-kai
Chun Kai Feng (Condado de Miaoli, 2 de novembro de 1988) é um ciclista profissional taiwanês que atualmente corre para a equipa Team Bahrain Victorious de categoria UCI WorldTeam.
É um ciclista muito popular em Taiwan; impressionando ao ganhar com 19 anos a medalha de ouro na corrida por pontos e scratch no Campeonato de Ásia de pista em 2007 e 2012 respectivamente; Feng também tem sido tricampeão nos nacionais de rota e um em contrarrelógio. Em novembro de 2014 fez-se oficial o seu contrato pelo Lampre-Merida face à temporada de 2015 convertendo desta maneira no primeiro taiwanês na história da equipa, e também o primeiro em correr no UCI WorldTour.

## Palmarés
- 2009
- Campeonato de Taiwan em Estrada

- 2010
- Campeonato de Taiwan em Estrada

- 2011
- Campeonato de Taiwan em Estrada
- International Cycling Classic, mais 3 etapas

- 2013
- Campeonato de Taiwan em Estrada
- Campeonato de Taiwan Contrarrelógio

- 2014
  - 1 etapa do Tour da Tailândia
- Campeonato de Taiwan em Estrada

- 2015
- Campeonato de Taiwan em Estrada
- Campeonato de Taiwan Contrarrelógio

- 2017
- Campeonato de Taiwan em Estrada
- Campeonato de Taiwan Contrarrelógio

- 2018
- Campeonato de Taiwan Contrarrelógio
- Campeonato de Taiwan em Estrada

- 2019
  - 2.º no Campeonato Asiático Contrarrelógio 
  - 3.º no Campeonato Asiático em Estrada
- Campeonato de Taiwan Contrarrelógio